# Pseudogaurax brunneus
Pseudogaurax brunneus är en tvåvingeart som beskrevs av Timothy M. Cogan 1977. Pseudogaurax brunneus ingår i släktet Pseudogaurax och familjen fritflugor.
Artens utbredningsområde är Nigeria. Inga underarter finns listade i Catalogue of Life.